# 袁柏雄
袁柏雄（？—），男，籍貫台湾台中，中华人民共和国政治人物，吉林省人大常委会原副主任，台湾民主自治同盟吉林省委员会原主任委员、吉林省台湾同胞联谊会原会长，第八、九届全国人大代表。